# Millsjön (Nora socken, Västmanland, 659800-144661)
Millsjön är en sjö i Nora kommun i Västmanland och ingår i Norrströms huvudavrinningsområde.